# Seyni Niang
Pour les articles homonymes, voir Niang.
Seyni Niang (6 mai 1931 à M'bour, Sénégal - 23 mai 2003) est un homme politique sénégalais.

## Biographie
Il obtient son baccalauréat en 1950 au lycée Van Vollenhoven de Dakar.
Il devient docteur en Mathématiques en 1959 à Paris.
Il est responsable de la FEANF (Fédération des étudiants africains) avec Félix Mounié (Cameroun).
Militant du PAI (Parti africain de l'indépendance) à son retour au Sénégal en 1960, il est recherché pour atteinte à la sûreté de l’état par Léopold Sédar Senghor à Saint-Louis du Sénégal et condamné par contumace, après son exil en Guinée auprès des responsables du PAIGC (Amílcar Cabral).
Arrêté par Sékou Touré pour la grève des enseignants en 1961, il sera incarcéré au camp Boiro Mamadou pendant 5 ans jusqu’en 1966.
Relâché sans jugement, il est expulsé vers la Russie en 1966 avec Pr Abdou Moumouni Dioffo
, Traore " Rayautra ".
Amnistié par Senghor, il retourne au Sénégal en 1968.
Il fut numéro 3 du RND (Rassemblement National démocratique) de Cheikh Anta Diop de 1975 à 1986.
Il fut numéro 2 du PLP (Parti pour la libération du peuple) de M. Babacar Niang.
Il est professeur de mathématiques au lycée Van Vollenhoven jusqu’en 1983.
Il est proviseur du lycée Van Vollenhoven jusqu’en 1991 année de la retraite.
Seyni Niang est décédé en Guadeloupe au pays de sa femme Liliane Sinius Niang, pendant un séjour de vacance en mai 2003 auprès de ses enfants Demba Ioury, Djibril et Denise Fatoumata.